# Fußball-Bezirksliga Karl-Marx-Stadt 1962/63
Die Fußball-Bezirksliga Karl-Marx-Stadt 1962/63 war die 11. Austragung (erstmals zweigleisig) der vom Bezirksfachausschuss (BFA) Fußball Karl-Marx-Stadt durchgeführten Bezirksliga Karl-Marx-Stadt. Sie war die höchste Spielklasse im Bezirk Karl-Marx-Stadt und die vierthöchste im Ligasystem auf dem Gebiet des DFV.
In den Finalspielen um die Bezirksmeisterschaft standen sich der Vizemeister des Vorjahres die BSG Motor Zschopau als Sieger der Staffel Ost und der Vorjahresaufsteiger die BSG Aktivist „Grube Deutschland“ Oelsnitz als Sieger der Staffel West gegenüber. Nach zwei Auswärtssiegen bestand Tor- und Punktgleichheit, so dass sich Zschopau erst durch ein 3:2 im Entscheidungsspiel auf neutralem Platz den Bezirksmeistertitel sicherte. Nachdem die II. DDR-Liga nach dieser Saison aufgelöst wurde, nahm Zschopau an der Qualifikationsrunde für die DDR-Liga teil, in der die Mannschaft in der Staffel E den dritten Rang belegte und den Aufstieg verpasste.
In eine der untergeordneten Bezirksklassestaffeln stiegen nach elfjähriger Zugehörigkeit die BSG Motor Germania Karl-Marx-Stadt und nach sechs Spielzeiten die BSG Stahl Olbernhau aus der Staffel Ost sowie der Vorjahresabsteiger aus der II. DDR-Liga die BSG Fortschritt Meerane und der Vorjahresaufsteiger die BSG Fortschritt Adorf aus der Staffel West ab. Im Gegenzug stiegen die vier Staffelsieger der Bezirksklasse die Bezirksliganeulinge BSG Wismut Cainsdorf (Staffel 1), die Zweitvertretung der BSG Aktivist „Karl Marx“ Zwickau (Staffel 2) und die ASG Vorwärts Marienberg (Staffel 4) sowie nach dreijähriger Abwesenheit die BSG Motor 8. Mai Karl-Marx-Stadt (Staffel 3) auf. Die ASG Vorwärts Frankenberg wurde nach der Versetzung der ASG Vorwärts Zittau (Meister der Bezirksliga Dresden) nach Frankenberg in die Bezirksliga eingegliedert.
Aus der aufgelösten II. DDR-Liga kamen die Betriebssportgemeinschaften (BSG) Motor WEMA Plauen, Chemie Glauchau, Einheit Reichenbach, Motor Brand-Langenau und Motor Werdau dazu.

## Staffel Ost

### Abschlusstabelle
| Pl. | Mannschaft                         | Sp. | S  | U | N  | Tore    | Diff. | Punkte |
| --- | ---------------------------------- | --- | -- | - | -- | ------- | ----- | ------ |
| 1.  | BSG Motor Zschopau                 | 22  | 13 | 5 | 4  | 052:200 | +32   | 31:13  |
| 2.  | ISG Geyer (N)                      | 22  | 14 | 3 | 5  | 054:280 | +26   | 31:13  |
| 3.  | HSG Wissenschaft Freiberg          | 22  | 10 | 6 | 6  | 047:280 | +19   | 26:18  |
| 4.  | BSG Fortschritt Limbach-Oberfrohna | 22  | 9  | 6 | 7  | 023:200 | +3    | 24:20  |
| 5.  | BSG Lokomotive Karl-Marx-Stadt     | 22  | 9  | 6 | 7  | 026:290 | −3    | 24:20  |
| 6.  | BSG Einheit Mittweida              | 22  | 10 | 3 | 9  | 031:340 | −3    | 23:21  |
| 7.  | BSG Motor Limbach-Oberfrohna       | 22  | 7  | 7 | 8  | 027:310 | −4    | 21:23  |
| 8.  | BSG Fortschritt Eppendorf (N)      | 22  | 9  | 3 | 10 | 033:530 | −20   | 21:23  |
| 9.  | BSG Fortschritt Oederan (N)        | 22  | 5  | 7 | 10 | 030:440 | −14   | 17:27  |
| 10. | BSG Motor Markersdorf (N)          | 22  | 5  | 6 | 11 | 031:580 | −27   | 16:28  |
| 11. | BSG Motor Germania Karl-Marx-Stadt | 22  | 6  | 3 | 13 | 038:420 | −4    | 15:29  |
| 12. | BSG Stahl Olbernhau                | 22  | 5  | 5 | 12 | 029:340 | −5    | 15:29  |

| (N) Aufsteiger aus der Bezirksklasse 1961/62 |

### Kreuztabelle
Die Kreuztabelle stellt die Ergebnisse aller Spiele dieser Saison dar. Die Heimmannschaft ist in der linken Spalte aufgelistet und die Gastmannschaft in der obersten Reihe.
| Bezirksliga Karl-Marx-Stadt Staffel Ost 19. August 1962 – 5. Mai 1963 | Bezirksliga Karl-Marx-Stadt Staffel Ost 19. August 1962 – 5. Mai 1963 | BSG Motor Zschopau | ISG GY | HSG Wissenschaft Freiberg | L-O | BSG Lokomotive Karl-Marx-Stadt | BSG Einheit Mittweida | L-O | EPP | OED | MKD | BSG Motor Germania Karl-Marx-Stadt | BSG Stahl Olbernhau |
| --------------------------------------------------------------------- | --------------------------------------------------------------------- | ------------------ | ------ | ------------------------- | --- | ------------------------------ | --------------------- | --- | --- | --- | --- | ---------------------------------- | ------------------- |
| 01.                                                                   | BSG Motor Zschopau                                                    |                    | 4:0    | 2:2                       | 2:1 | 1:2                            | 4:0                   | 1:0 | 5:1 | 2:0 | 7:0 | 1:1                                | 3:2                 |
| 02.                                                                   | ISG Geyer                                                             | 2:1                |        | 4:1                       | 0:1 | 4:0                            | 6:1                   | 2:0 | 4:2 | 5:0 | 4:2 | 1:1                                | 2:1                 |
| 03.                                                                   | HSG Wissenschaft Freiberg                                             | 0:0                | 2:1    |                           | 0:0 | 1:3                            | 1:1                   | 3:1 | 4:1 | 4:0 | 9:0 | 4:1                                | 4:0                 |
| 04.                                                                   | BSG Fortschritt Limbach-Oberfrohna                                    | 2:1                | 0:1    | 0:1                       |     | 2:0                            | 0:0                   | 0:0 | 0:1 | 1:1 | 0:0 | 2:1                                | 1:0                 |
| 05.                                                                   | BSG Lokomotive Karl-Marx-Stadt                                        | 1:4                | 3:1    | 1:1                       | 0:0 |                                | 2:0                   | 2:3 | 1:2 | 2:2 | 2:1 | 1:0                                | 0:0                 |
| 06.                                                                   | BSG Einheit Mittweida                                                 | 0:3                | 1:2    | 1:0                       | 1:3 | 0:1                            |                       | 0:0 | 5:3 | 4:0 | 2:0 | 1:0                                | 2:1                 |
| 07.                                                                   | BSG Motor Limbach-Oberfrohna                                          | 1:3                | 2:0    | 1:1                       | 1:0 | 1:2                            | 3:2                   |     | 1:1 | 1:1 | 4:1 | 2:0                                | 2:0                 |
| 08.                                                                   | BSG Fortschritt Eppendorf                                             | 2:0                | 0:5    | 2:1                       | 2:0 | 2:0                            | 0:2                   | 2:2 |     | 0:0 | 0:1 | 1:0                                | 3:1                 |
| 09.                                                                   | BSG Fortschritt Oederan                                               | 0:3                | 1:2    | 2:0                       | 1:2 | 0:0                            | 0:5                   | 3:2 | 5:2 |     | 1:2 | 1:2                                | 3:1                 |
| 10.                                                                   | BSG Motor Markersdorf                                                 | 2:2                | 3:3    | 2:5                       | 5:2 | 3:1                            | 1:2                   | 0:0 | 2:3 | 2:2 |     | 0:4                                | 3:1                 |
| 11.                                                                   | BSG Motor Germania Karl-Marx-Stadt                                    | 1:3                | 1:4    | 2:3                       | 2:5 | 0:1                            | 4:0                   | 2:0 | 8:3 | 1:6 | 1:1 |                                    | 5:0                 |
| 12.                                                                   | BSG Stahl Olbernhau                                                   | 0:0                | 1:1    | 3:0                       | 0:1 | 1:1                            | 0:1                   | 5:0 | 6:0 | 1:1 | 3:0 | 2:1                                |                     |

## Staffel West

### Abschlusstabelle
| Pl. | Mannschaft                                    | Sp. | S  | U | N  | Tore    | Diff. | Punkte |
| --- | --------------------------------------------- | --- | -- | - | -- | ------- | ----- | ------ |
| 1.  | BSG Aktivist „Grube Deutschland“ Oelsnitz (N) | 20  | 12 | 5 | 3  | 042:250 | +17   | 29:11  |
| 2.  | BSG Lokomotive Zwickau (N)                    | 20  | 11 | 5 | 4  | 033:190 | +14   | 27:13  |
| 3.  | BSG Wismut Schneeberg                         | 20  | 11 | 3 | 6  | 037:250 | +12   | 25:15  |
| 4.  | TSG Stollberg                                 | 20  | 11 | 2 | 7  | 049:380 | +11   | 24:16  |
| 5.  | BSG Aufbau Aue-Bernsbach                      | 20  | 10 | 4 | 6  | 044:340 | +10   | 24:16  |
| 6.  | SG Dynamo Klingenthal (N)                     | 20  | 10 | 1 | 9  | 033:290 | +4    | 21:19  |
| 7.  | BSG Einheit Gersdorf (N)                      | 20  | 8  | 4 | 8  | 031:290 | +2    | 20:20  |
| 8.  | TSG Rodewisch                                 | 20  | 9  | 0 | 11 | 031:360 | −5    | 18:22  |
| 9.  | BSG Einheit Auerbach (N)                      | 20  | 5  | 3 | 12 | 023:390 | −16   | 13:27  |
| 10. | BSG Fortschritt Meerane (A)                   | 20  | 5  | 1 | 14 | 019:410 | −22   | 11:29  |
| 11. | BSG Fortschritt Adorf (N)                     | 20  | 3  | 2 | 15 | 021:480 | −27   | 08:32  |

| (A) Absteiger aus der II. DDR-Liga 1961/62   |
| (N) Aufsteiger aus der Bezirksklasse 1961/62 |

Namensänderung während der Saison
- BSG Wismut Stollberg → TSG Stollberg

### Kreuztabelle
Die Kreuztabelle stellt die Ergebnisse aller Spiele dieser Aufstiegsrunde dar. Die Heimmannschaft ist in der linken Spalte aufgelistet und die Gastmannschaft in der obersten Reihe.
| Bezirksliga Karl-Marx-Stadt Staffel West 19. August 1962 – 5. Mai 1963 | Bezirksliga Karl-Marx-Stadt Staffel West 19. August 1962 – 5. Mai 1963 | BSG Aktivist „Grube Deutschland“ Oelsnitz | BSG Lokomotive Zwickau | BSG Wismut Schneeberg | TSG STL | BSG Aufbau Aue-Bernsbach | SG Dynamo Klingenthal | GDF | TSG RDW | AE  | BSG Fortschritt Meerane | BSG Fortschritt Adorf |
| ---------------------------------------------------------------------- | ---------------------------------------------------------------------- | ----------------------------------------- | ---------------------- | --------------------- | ------- | ------------------------ | --------------------- | --- | ------- | --- | ----------------------- | --------------------- |
| 01.                                                                    | BSG Aktivist „Grube Deutschland“ Oelsnitz                              |                                           | 2:1                    | 1:1                   | 3:1     | 3:3                      | 2:1                   | 0:1 | 2:1     | 1:1 | 2:1                     | 3:2                   |
| 02.                                                                    | BSG Lokomotive Zwickau                                                 | 2:2                                       |                        | 1:1                   | 2:0     | 1:1                      | 0:1                   | 3:0 | 1:0     | 1:0 | 3:0                     | 1:0                   |
| 03.                                                                    | BSG Wismut Schneeberg                                                  | 5:2                                       | 3:2                    |                       | 3:1     | 3:1                      | 3:0                   | 0:1 | 3:0     | 4:2 | 2:0                     | 3:2                   |
| 04.                                                                    | TSG Stollberg                                                          | 1:3                                       | 1:2                    | 2:0                   |         | 2:3                      | 4:0                   | 2:1 | 4:1     | 2:1 | 4:0                     | 9:3                   |
| 05.                                                                    | BSG Aufbau Aue-Bernsbach                                               | 0:4                                       | 3:0                    | 1:0                   | 5:0     |                          | 2:0                   | 2:2 | 6:0     | 2:0 | 2:0                     | 1:2                   |
| 06.                                                                    | SG Dynamo Klingenthal                                                  | 1:2                                       | 1:1                    | 1:2                   | 1:2     | 1:0                      |                       | 3:1 | 5:0     | 6:2 | 2:1                     | 2:3                   |
| 07.                                                                    | BSG Einheit Gersdorf                                                   | 0:3                                       | 2:3                    | 2:1                   | 3:3     | 2:2                      | 2:0                   |     | 3:1     | 0:1 | 4:0                     | 5:1                   |
| 08.                                                                    | TSG Rodewisch                                                          | 1:0                                       | 0:1                    | 3:1                   | 2:3     | 7:1                      | 2:3                   | 2:0 |         | 2:0 | 2:1                     | 2:1                   |
| 09.                                                                    | BSG Einheit Auerbach                                                   | 0:1                                       | 1:4                    | 1:1                   | 0:2     | 2:3                      | 0:2                   | 1:1 | 0:4     |     | 1:0                     | 4:0                   |
| 10.                                                                    | BSG Fortschritt Meerane                                                | 1:5                                       | 0:3                    | 2:0                   | 3:3     | 4:2                      | 0:2                   | 0:1 | 1:0     | 2:3 |                         | 2:0                   |
| 11.                                                                    | BSG Fortschritt Adorf                                                  | 1:1                                       | 1:1                    | 0:1                   | 2:3     | 1:4                      | 0:1                   | 1:0 | 0:1     | 1:3 | 0:1                     |                       |

## Endspiele um die Bezirksmeisterschaft
Die beiden Staffelsieger sollten in Hin- und Rückspiel den Bezirksmeister ermitteln. Nachdem jeder sein Auswärtsspiel gewonnen hatte und eine gleiche Tordifferenz bestanden hatte, wurde ein Entscheidungsspiel am Donnerstag, den 23. Mai 1963 auf neutralem Platz in Burgstädt ausgetragen.
| Datum                   | Sieger der Staffel West                   | Gesamt | Sieger der Staffel Ost | Hinspiel | Rückspiel |
| ----------------------- | ----------------------------------------- | ------ | ---------------------- | -------- | --------- |
| So 12. Mai / So 19. Mai | BSG Aktivist „Grube Deutschland“ Oelsnitz | 2:2    | BSG Motor Zschopau     | 1:2      | 1:0       |

### Entscheidungsspiel
| Datum      |                    | Ergebnis |                                           |
| ---------- | ------------------ | -------- | ----------------------------------------- |
| Do 23. Mai | BSG Motor Zschopau | 3:2      | BSG Aktivist „Grube Deutschland“ Oelsnitz |